# Шаньдун (авіаносець)
Шаньдун  — авіаносець військово-морських сил КНР, спущений на воду в 2017 році. Це другий авіаносець КНР після «Ляоніна» і перший побудований повністю в країні. Передано на озброєння військовим силам КНР у грудні 2019 року.
Авіаносець катапульти не має, літаки здіймаються з трампліну, а посадка відбувається із використанням аерофінішера. Основу авіаційного крила складають палубні винищувачі Shenyang J-15.

## Будівництво
Китайський авіаносець був побудований China Shipbuilding Industry Corporation в Даляні. Як повідомляє агентство Сіньхуа, перші роботи з будівництва судна почалися в листопаді 2013 року, а будівництво його корпуса в сухому доці почалося в березні 2015 року. Уряд не підтверджувув публічно існування корабля під час його будівництва. На супутникових знімках, зроблених для оборонної галузі, на верфі в Даляні видно перші етапи будівництва корпусу в березні 2015 року, а на наступний місяць — корпус з військовими характеристиками. Знімки з'явилися у відкритому доступі в Інтернеті. У жовтні 2015 року призначення судна стало ще ясніше, коли почалося будівництво ангарної палуби. У грудні 2015 року представник міністерства оборони Китаю підтвердив, що корабель є авіаносцем і заявив, що «ведуться будівельні роботи».
Корпус був побудований до травня 2016 року після завершення злітної рампи. Судно було виготовлено з двох частин — дев'яти-палубна передня половина з мостом і грот-щоглою, була встановлена у вересні; в той час як кормова половина з димовою трубою і повітрозабірниками була встановлено через кілька тижнів. До кінця року корабель був в основному завершений структурно.
Авіаносець був спущений на воду 25 квітня 2017 року. Судно буде проходити доведення і ходові випробування протягом наступних років, після чого корабель надійде на озброєння Китаю близько 2020 року. Під час церемонії спуску назву корабля не було оголошено, хоча раніше називалося ім'я Шаньдун. Якщо попередній авіаносець Ляонін з моменту введення в експлуатацію в 2012 році використовувався в основному як навчальний корабель, то 001А передбачається використовувати в регулярній військовій службі в умовах активізації діяльності Китаю в Південнокитайському морі і ядерних амбіцій Північної Кореї.
13 травня 2018 року корабель вийшов в море на заводські та ходові випробування. На початку вересня 2018 року розпочався черговий етап випробувань, під час яких має бути перевірене обладнання та оснащення корабля.
Наприкінці жовтня авіаносець вийшов на третій етап випробувань у відкрите море для перевірки роботоздатності систем управління та зв'язку, а також бойової системи корабля.
У червні 2019 року авіаносець завершив шостий етап морських випробувань. Вони відбувались з 25 по 31 травня у відкритому морі, після чого корабель повернувся на суднобудівну верф у Даляні. Під час шостого етапу відпрацьовувалась посадка на борт авіаносця, про що свідчать сліди від шин на взлітно-посадковій смузі корабля.
Передано на озброєння ВМС КНР у порту міста Санья на півдні острова Хайнань 17 грудня 2019 року.

## Конструкція

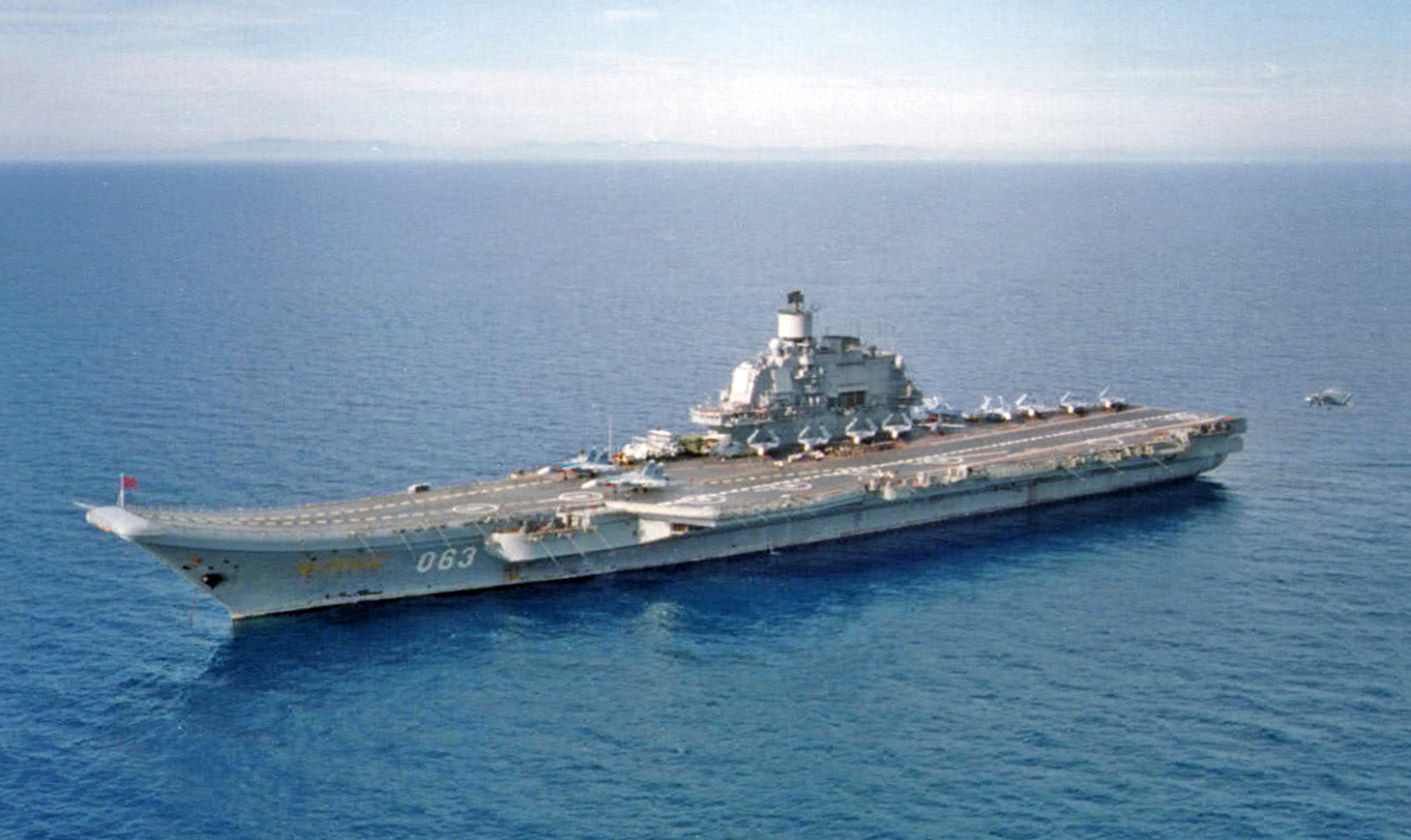
Авіаносець «Адмірал Флоту Радянського Союзу Кузнєцов»

Конструкція судна значною мірою повторює конструкцію радянського авіаносця «Адмірал Флоту Радянського Союзу Кузнєцов», так само як і перший китайський авіаносець Ляонін, який був побудований з недобудованого судна «Рига» того ж класу. Порівняно з Ляоніном він модифікований і вдосконалений, має покращений радар і може переносити більше боєприпасів і палива, що дозволяє йому перевозити більше літаків, ніж Ляонін (приблизно 30-40 літаків і вертольотів).
Ззовні помітні значні відмінності від Ляоніна, особливо у надбудові. Радар Тип 346 на фазованій решітці (ці радари також встановлені на нові есмінці) знаходиться тепер вище. Над основним містком з'явилась конструкція, подібна на зменшений місток. В цілому надбудова коротша за надбудову на Ляонін.
Має довжину близько 300 метрів і водотоннажність близько 50 000 тонн (при завантаженні — 70 000). Вважається, що судно оснащене звичайними котлами на рідкому паливі, які приводять в рух парові турбіни.
У нього зберігся злітний трамплін, що обмежує розмір авіаційного крила до вертольотів і винищувачів Shenyang J-15. Для посадки літаків на палубі встановлені аерофінішери.
У майбутніх покоління китайських авіаносців планується використовувати катапульти, які дозволять запускати важчі літаки.